# Ministeriet för statssäkerhet

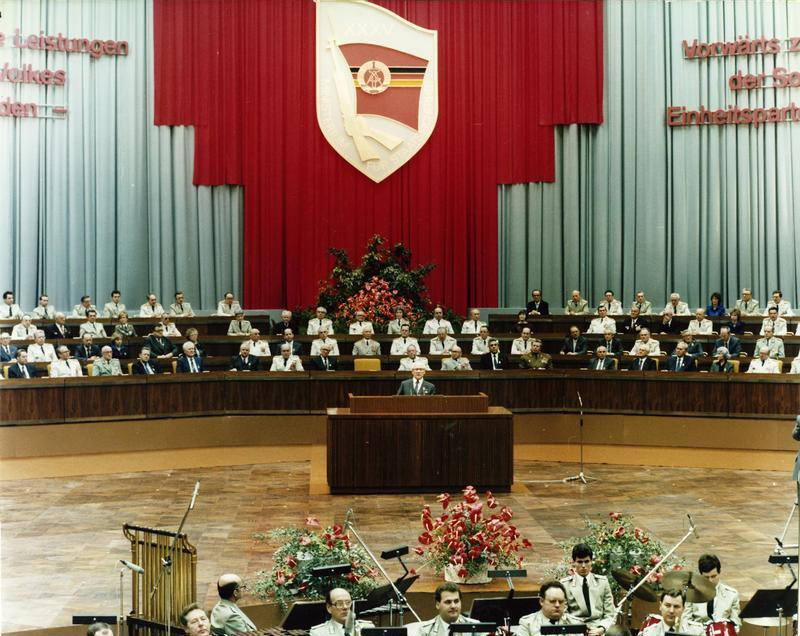
Generalsekreteraren DDR:s statsråd, Erich Honecker, talar 1985 vid ett möte i republikens palats vid 35-årsjubileet för bildandet av ministeriet för statlig säkerhet.

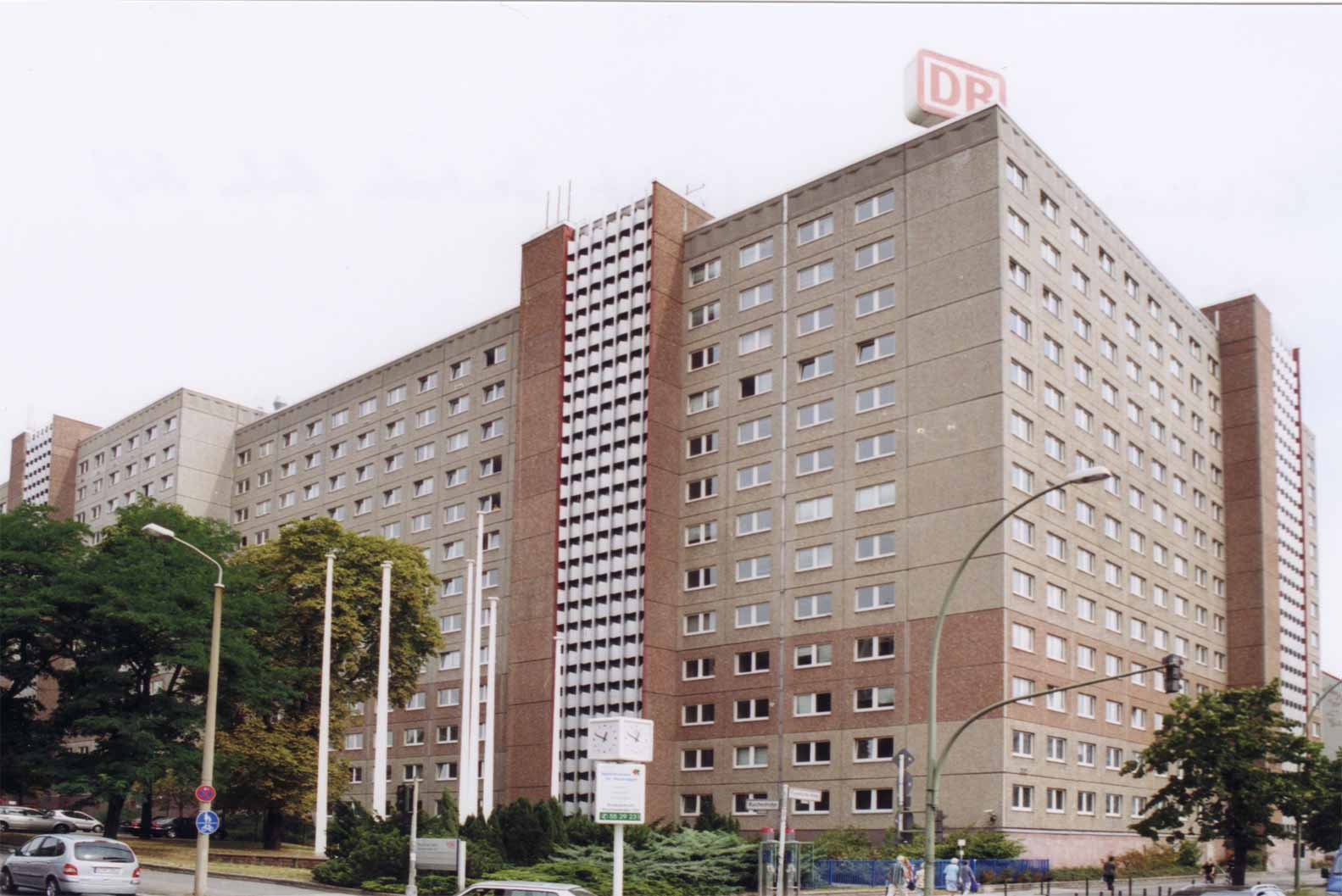
Stasis högkvarter i Berlin, nu bl.a. museum

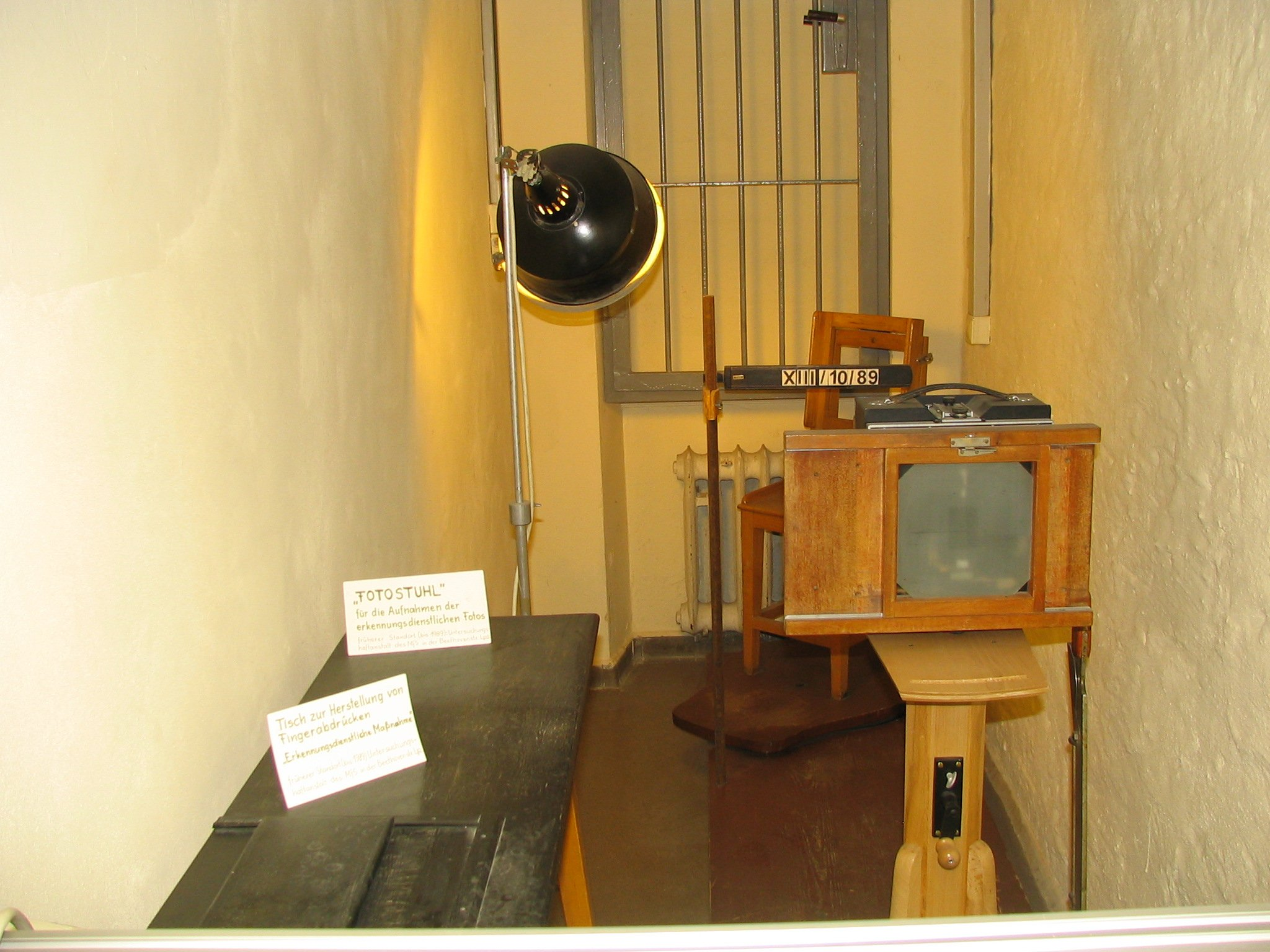
Rum för fotografering och registrering av fingeravtryck.

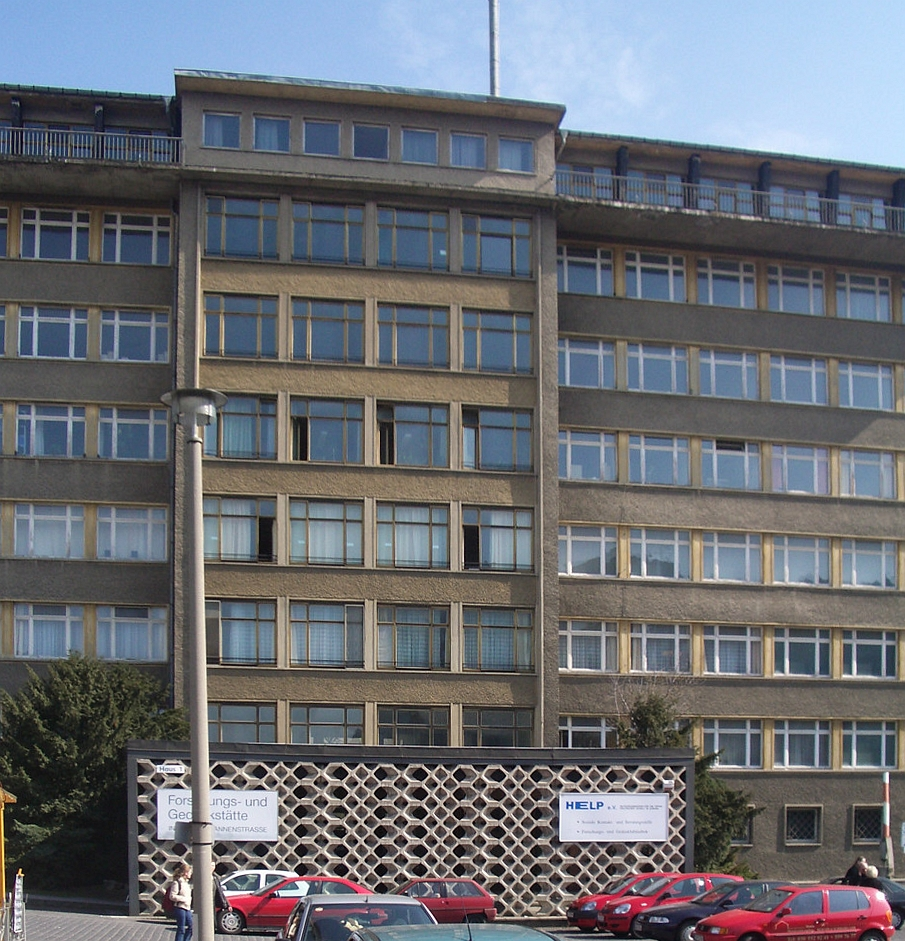
Haus 1, idag Forschungs- und Gedenkstätte Normannenstraße

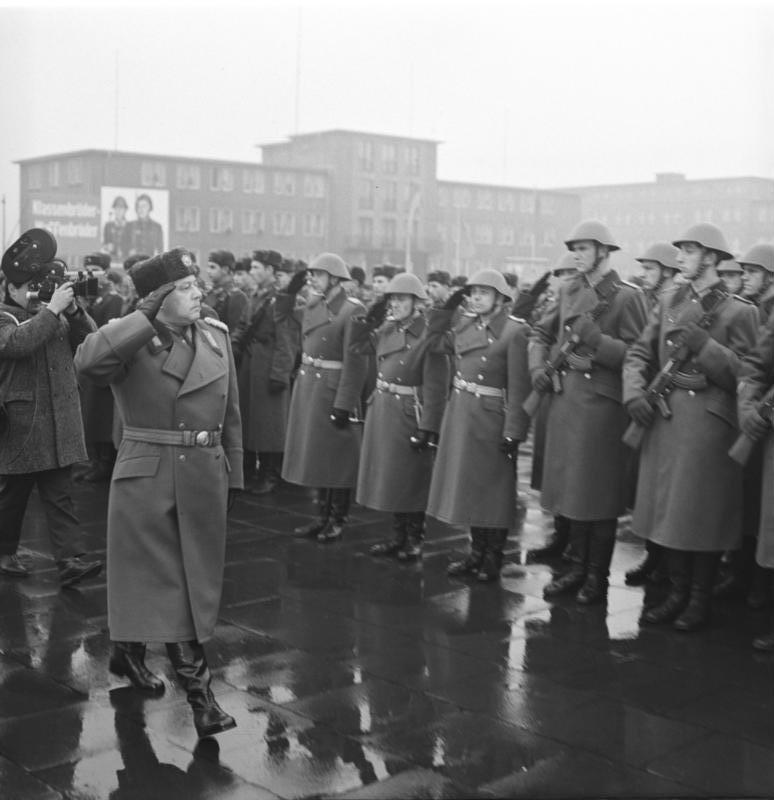
Statssäkerhetsministern, generalöverste Erich Mielke tilldelar 1967 Wachregiment Berlin hedersnamnet "Feliks Edmundowitsch Dzierzynski"

För den kinesiska myndigheten, se Ministeriet för statssäkerhet (Kina)
Ministeriet för statssäkerhet (tyska: Ministerium für Staatssicherheit), MfS, allmänt känt som Stasi (IPA: [ˈʃtazi]), var Östtysklands säkerhetspolis 1950–1990.
Stasi hade sitt högkvarter i öst-Berlin i stadsdelen Lichtenberg, på Normannenstrasse. Stasis motto var "Schild und Schwert der Partei" (Partiets sköld och svärd), vilket visade organisationens koppling till SED, Östtysklands motsvarighet till Sovjetunionens kommunistiska parti. En annan term som användes för att referera till Stasi under de tidiga åren var Staatssicherheitsdienst (Statssäkerhetstjänsten eller SSD).

## Historia
I samband med grundandet av Stasi i februari 1950 blev Wilhelm Zaisser chef, och Erich Mielke hans ställföreträdare med rang av statssekreterare. Efter det folkliga upproret i Östtyskland i juni 1953 och ett misslyckat kuppförsök mot Walter Ulbricht avsattes Zaisser och Ernst Wollweber blev ny chef. 1957 avskedade Walter Ulbricht Wollweber och Erich Mielke utnämndes till Stasi-chef, en roll han hade fram till 7 november 1989. 
Under 1950-talet inkorporerades en särskild avdelning för civilt utrikesspionage till Stasi, Hauptverwaltung Aufklärung, HV A, som under åren 1950–1986 hade den legendariske Markus Wolf som chef - ”mannen utan ansikte”. Markus Wolf efterträddes av Werner Grossmann. 
Fram till slutet på 1980-talet växte Stasi till dess det omfattade 91 000 anställda -dvs en Stasianställd per 180 medborgare.  Därtill kom 189 000 agenter, så kallade IM, Inofficiella Medarbetare, vilka var avlönade angivare. Stasi var en och en halv gånger större än DDR:s ordinarie armé. I Hitlers tredje rike uppskattas att det fanns en Gestapoagent per 2 000 invånare medan det i DDR fanns en stasiman eller angivare per 63 personer. Stasi innehade även väpnade enheter, däribland vaktregementet Felix Dzerzjinskij, omfattande 11000 soldater.
Inga medborgare skulle tillåtas hysa otillåtna politiska uppfattningar. Brevkontroll, telefonavlyssning och angiveri blev viktiga metoder för att skydda den totalitära staten. 1989 hade Stasi möjlighet att avlyssna 20000 telefoner samtidigt. IM, de Inofficiella Medarbetarna, förband sig att samla information om arbetskamrater, grannar, vänner och familjemedlemmar. I utbyte fick de ekonomisk ersättning och andra förmåner som företräde i bostadskön eller befordran. 
Det utländska spionaget riktade sig främst mot närområdet, bland annat Västtyskland och Danmark, men även mot andra länder i Väst. Man lyckades bl.a. placera agenter i den västtyske förbundskanslern Brandts kansli, den sk Guillaume-affären och i Natohögkvarteret. Hur många spioner som funnits i utlandet vet man inte då viktigt arkivmaterial för att fastställa detta antingen är förstört av HV A eller är inte tillgängligt för forskning.

## Stasiarkivet (BStU)
I samband med murens fall 1989 lyckades amerikanska CIA under oklara omständigheter komma över mikrofilmer av delar av HV A:s kartotekssamling. I början av 1990-talet fick tysk underrättelse- och säkerhetstjänst ta del av detta material genom den så kallade "Operation Rosenholz", vilket har lett till att man i vardagligt tal kallar kartotekssamlingen för Rosenholz. 1999 träffade USA och Tyskland avtal om att Tyskland skulle få kopior på kartotekskort som rörde tyska medborgare. Forskare vid den myndighet som upprättats för att hantera Stasis arkiv, Der Bundesbeauftragte für die Unterlagen des Staatssicherheitsdienstes der ehemahligen Deutschen Demokratischen Republik (BStU), har kunnat konstatera att det hösten 1988 fanns 1 929 Stasiagenter i Västtyskland. Det är okänt hur situationen var i andra länder, eftersom CIA:s material där har lämnats till respektive regering men inte blivit tillgängligt för forskning.
Efter Berlinmurens fall har stora delar av Stasis material gjorts tillgängligt för allmänhet, forskare och journalister. För att kunna bistå med detta bildades BStU den 20 december 1991 då Stasi-Unterlagen-Gesetz(StUG, "lagen om Stasi-dokumenten") trädde ikraft. Alla människor har rätt att få reda på vad som registrerats om dem av Stasi, så länge de först ansöker skriftligen och får ansökan godkänd.  Privatpersoner har också enligt lag rätt att få veta vem det är som har rapporterat om dem. Stasi hade lagt upp en akt på var fjärde DDR-medborgare, varför dock väntetiden var flera år. Stasilagstiftningen skyddar dock uppgifter som gäller agenter som arbetat för Västtyskland och dess samarbetspartners under kalla kriget, liksom de agenter som var minderåriga vid tillfället då de rapporterade till Stasi. Före detta Stasiagenter har endast rätt att se en mindre del av vad som finns om dem i arkivet.

### Rekonstruktion av sönderrivna dokument
I samband med att arkivet övergick till civil förvaltning 1990 återfanns omkring 16 000 säckar med sönderrivet Stasimaterial.
Manuell rekonstruktion av materialet har inneburit att personalen på Stasiarkivet har sammanfogat material från omkring 500 säckar till totalt omkring 1,6 miljoner arkivsidor. Arbetet bedrivs i Zirndorf beläget utanför Nürnberg.
År 2007 påbörjades ett projekt med att ta fram en metod för datorstödd rekonstruktion baserad på inscanning av sönderrivna dokument och programvara för att sammanfoga dessa fragment. Fram till augusti 2020 har omkring 60 000 sidor från 18 säckar rekonstruerats med dessa metoder. Förutan datorstödd rekonstruktion bedömde personalen själv i en PM att det skulle behövas 375 år att gå igenom materialet.
Processen har tagit längre tid än planerat mycket på grund av svårigheter att scanna de sönderrivna dokumenten med tillräcklig kapacitet och kvalitet, varför ytterligare resurser avsattes 2019 till projektet.

## Galleri

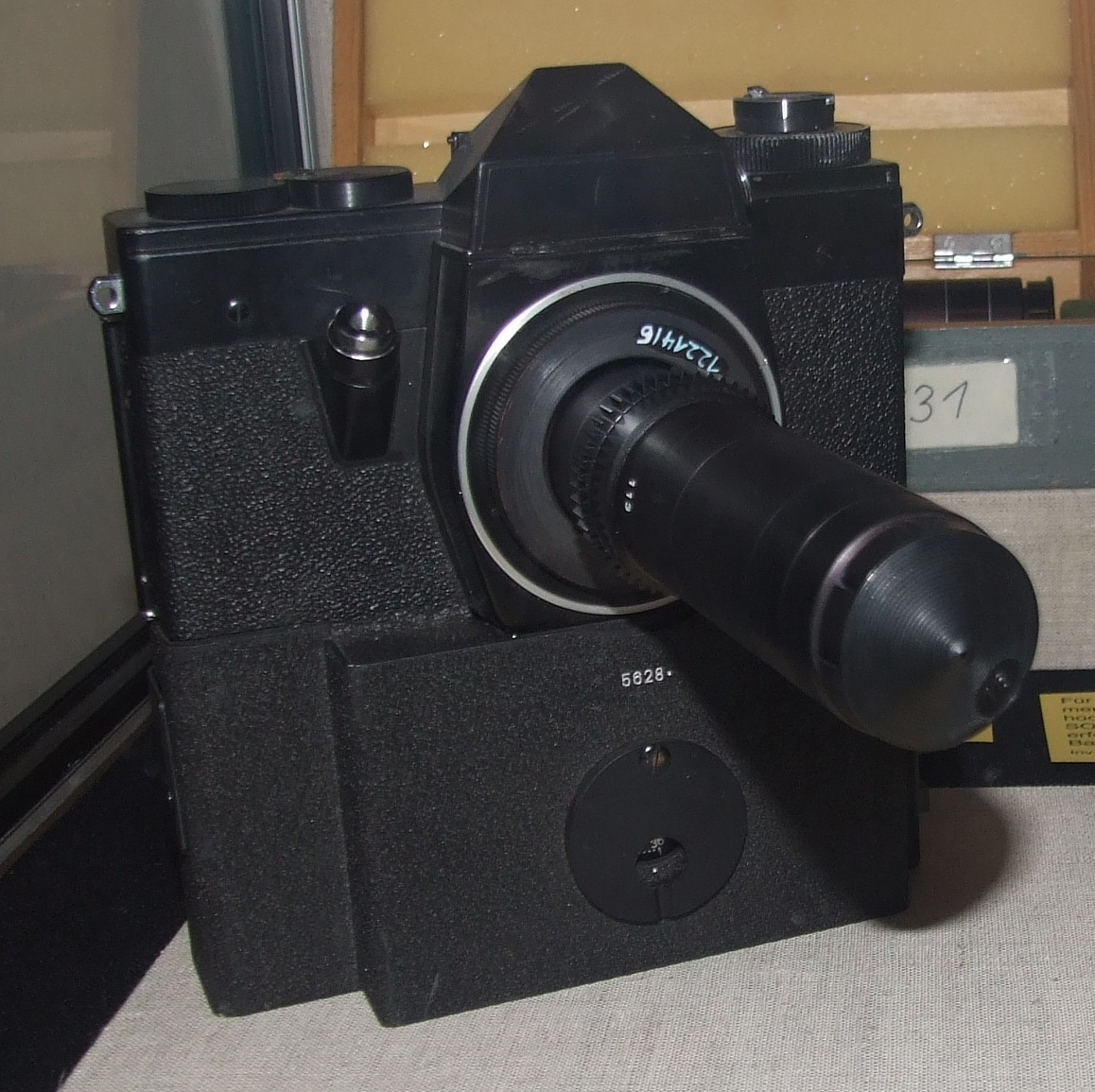
Kamera med den speciella linsen SO-3.5.1 (5 / 17mm) från Carl Zeiss, så kallad "nålöglins", för fotografering genom nyckelhål, eller hål ner till 1 cm diameter.
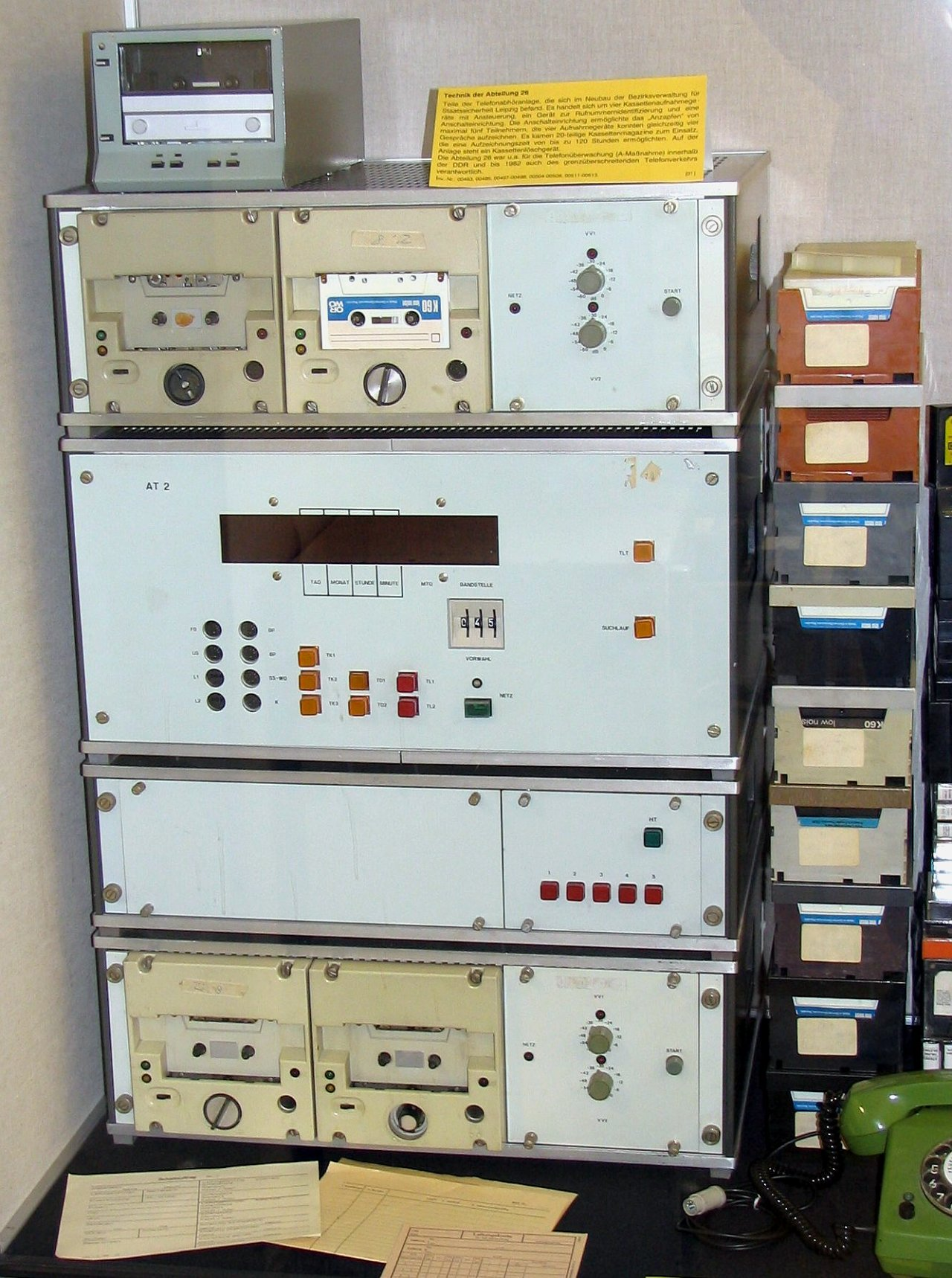
Anläggning för telefonavlyssning
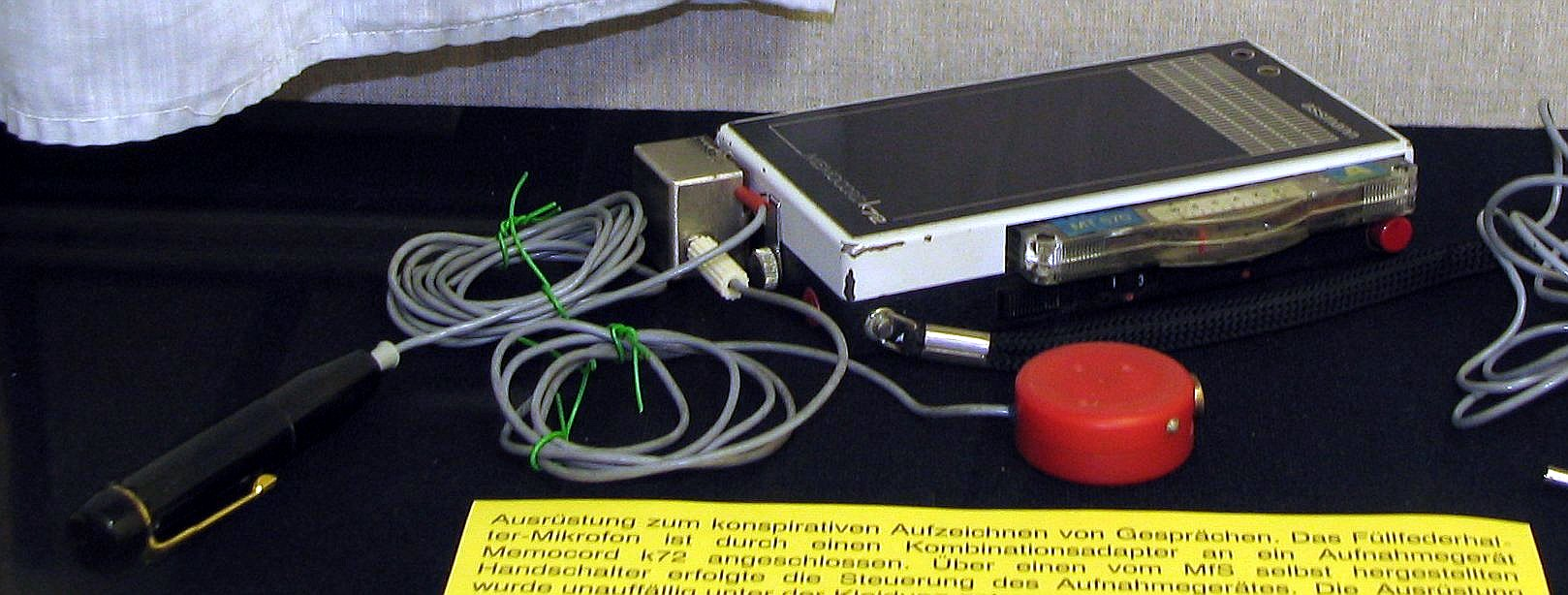
En Memocord k72 analog bandspelare
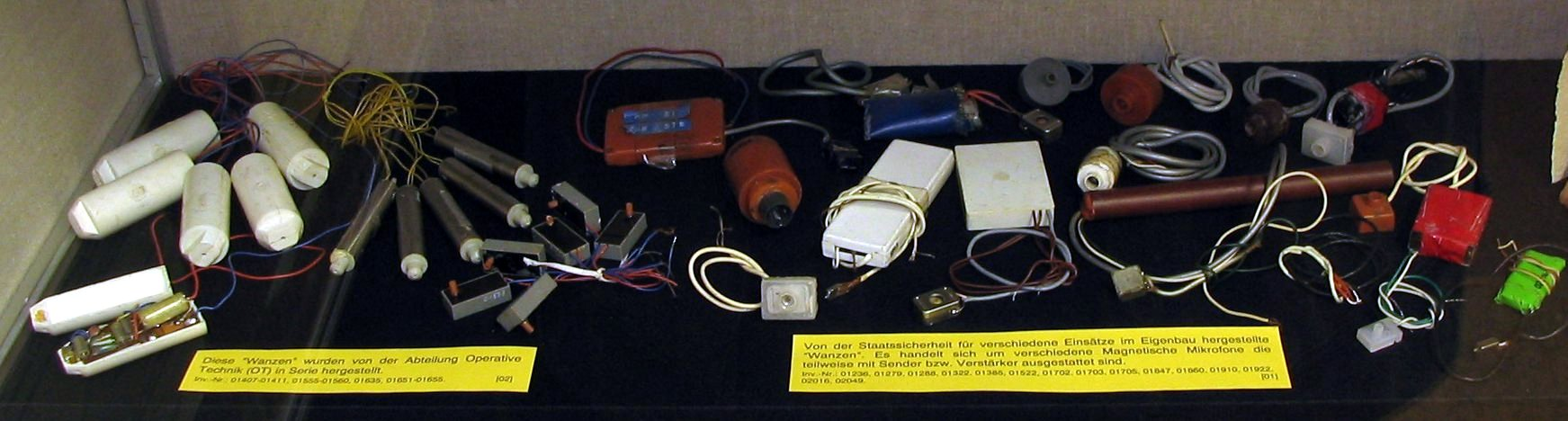
Olika typer av mikrofoner för avlyssning
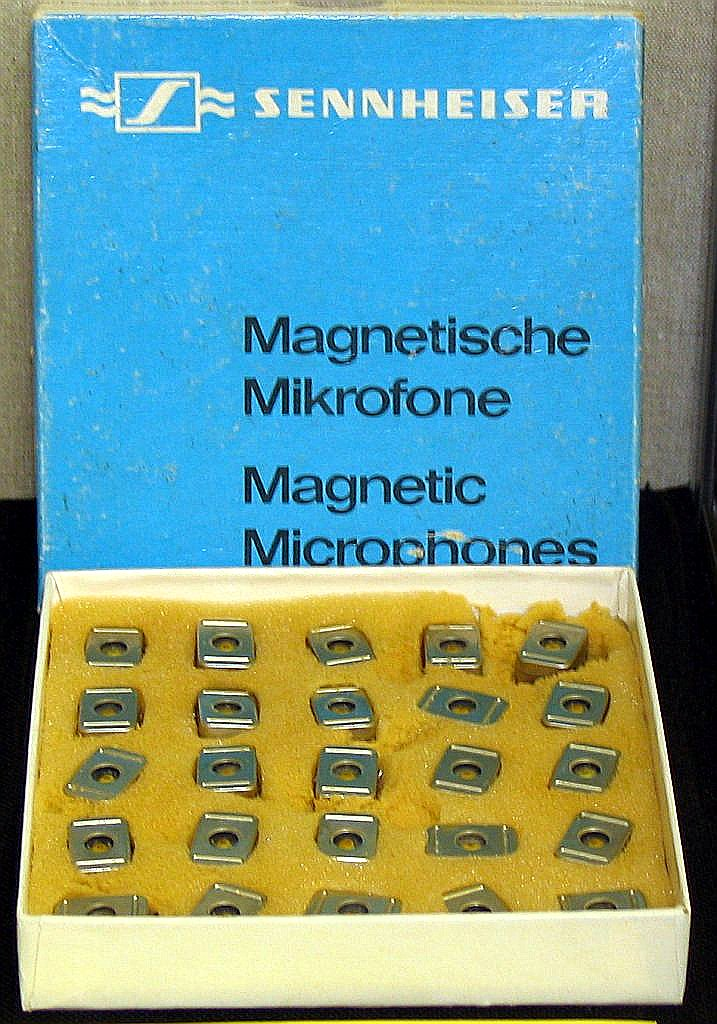
Magnetmikrofoner av märket Sennheiser,
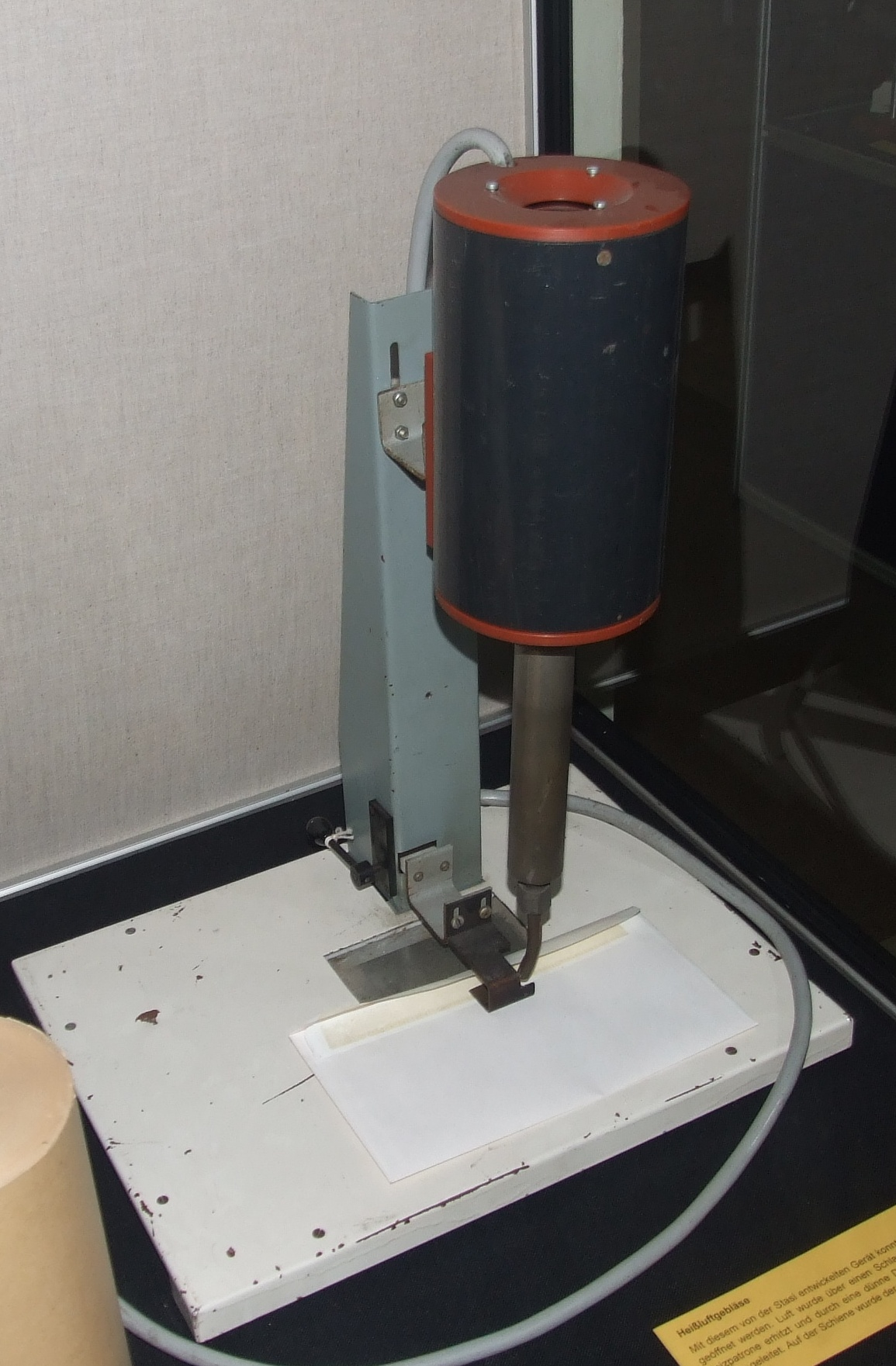
Ångapparat för att öppna brev.
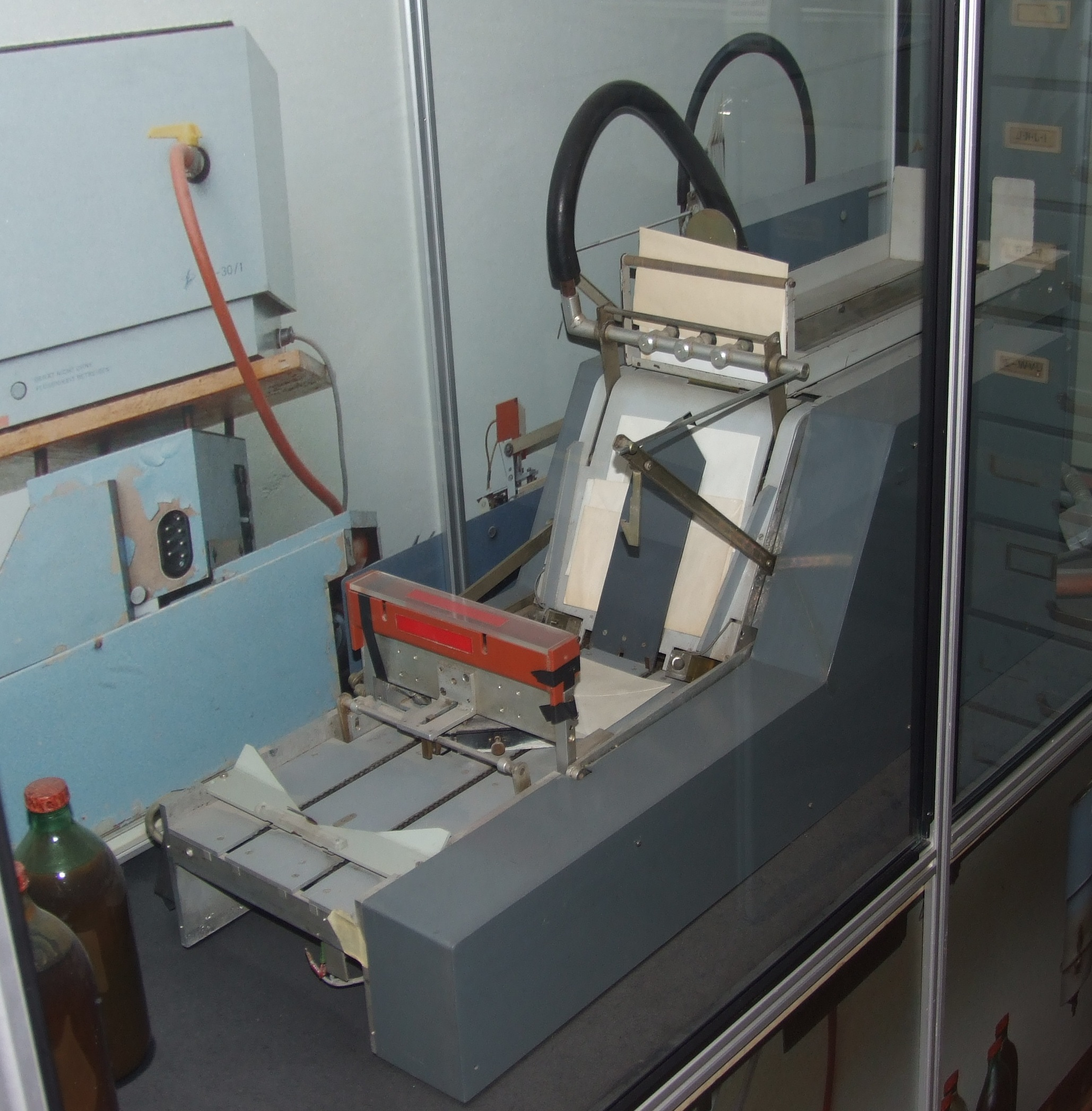
Maskin för förslutning av brev.
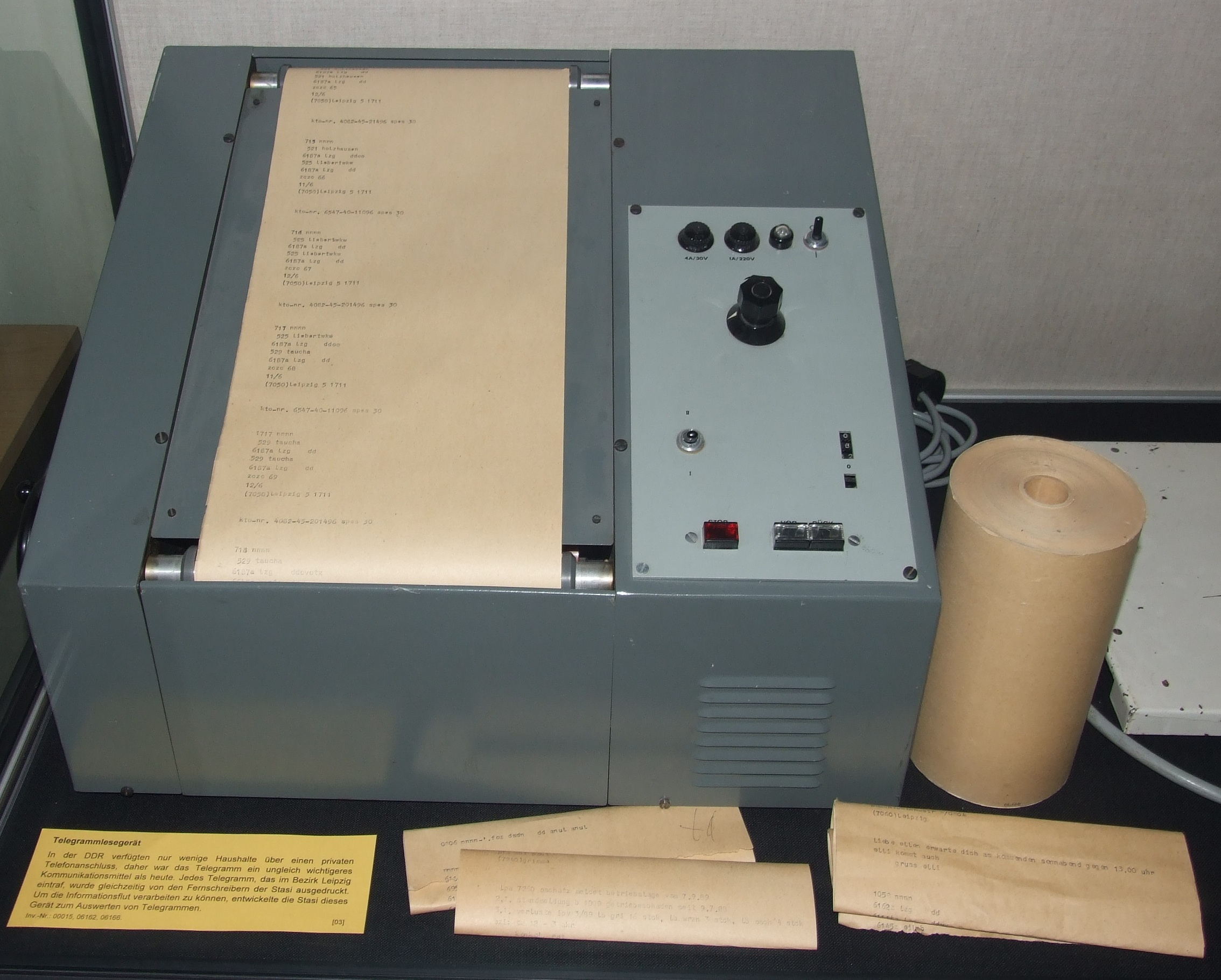
Printer för telegram.
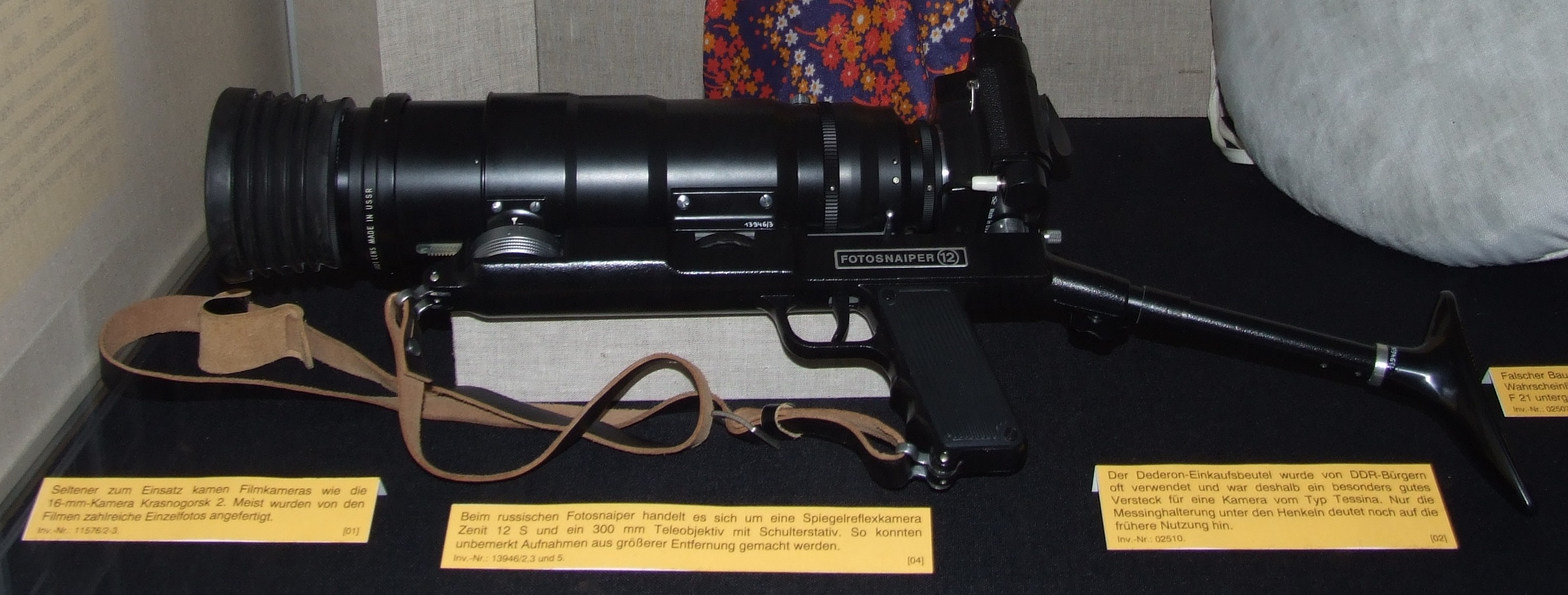
Fotosnaiper 12 kamera med teleobjektiv.

## Personer med anknytning till Stasi

### Medarbetare
- Erich Mielke - Minister für Staatssicherheit
- Ernst Wollweber
- Peter Kaster
- Markus Wolf
- Werner Großmann
- Lutz Heilmann
- Wilhelm Zaisser

### Medarbetare i Västtyskland
- Bernt Engelmann
- Gabriele Gast
- Günter Guillaume
- Gerhard Kade (IM "Super")
- Herbert Siegmar Kloss (IM "Siegbert")
- Karl-Heinz Kurras, polisen som sköt Benno Ohnesorg
- Hansjoachim Tiedge

### Medarbetare i Sverige
- Björn Jensen
- Aleksander Radler[15]

### Kända offer eller offentliga personer som övervakades
- Wolf Biermann
- Willy Brandt
- Lutz Eigendorf
- Robert Havemann
- Stefan Heym
- Helmut Kohl
- Matthias Platzeck
- Joseph Ratzinger
- Christa Wolf

## Stasi på film
- 2006 – De andras liv
- 2010 – Weissensee (TV-serie)
- 2015 – Deutschland 83